# Dolichoderus cuspidatus
Dolichoderus cuspidatus is een mierensoort uit de onderfamilie van de Dolichoderinae. De wetenschappelijke naam van de soort is voor het eerst geldig gepubliceerd in 1857 door Smith, F..